# Numen (tidskrift)
Numen är en ledande religionsvetenskaplig facktidskrift som utges på det akademiska förlaget Brill i Leiden, Holland. Tidskriften har fokus på religionshistoria, vilket omfattar alla traditioner och alla historiska epoker (alltså även nutiden), men publicerar också artiklar om teori- och metodfrågor i religionsvetenskaperna. 
Numen utkommer med fem nummer per år (varav 2 och 3 utges som tematiskt dubbelnummer). Tidskriften utges med stöd från den internationella religionshistoriska organisationen IAHR (International Association for the History of Religions). Numen har två huvudredaktörer, sedan januari 2010 innehas posterna av Olav Hammer (Syddansk universitet, Odense) och Gregory D. Alles (McDaniel College, USA).